# Липенка (приток Веды)
Липенка (на территории Латвии — Лиепна, латыш. Liepna) — река в Латвии и в Псковской области России. Устье реки находится в 37 км по левому берегу реки Веды. Длина реки — 50 км, площадь водосборного бассейна — 248 км².

## Данные водного реестра
По данным государственного водного реестра России относится к Балтийскому бассейновому округу, водохозяйственный участок реки — Великая. Относится к речному бассейну реки Нарва (российская часть бассейна).
Код объекта в государственном водном реестре — 01030000212102000028860.